# Kelleys Island
Kelleys Island – wieś w USA, w hrabstwie Erie, w stanie Ohio, położona na wyspie o tej samej nazwie na jeziorze Erie. Pierwotnie była znana jako Wyspa Numer 6, a następnie Wyspa Cunningham. Obecną nazwę wyspa przyjęła w 1840 roku na cześć braci - Datusa i Irada Kelley - którzy w dużej mierze byli odpowiedzialni za kultywowanie przemysłu kopalnianego i winiarskiego na wyspie.
Początkowo wyspa, zamieszkiwana przez rdzennych Amerykanów, była wykorzystywana przez armię amerykańską jako miejsce zbiórek w wojnie z 1812 roku. Na początku XIX wieku, kilka różnych grup dokonało na Kelleys Island nieudanej próby wydobycia zasobów wapienia. Żadna z owych prób nie była udana, aż do 1830 roku, kiedy to dokonali tego bracia Kelleys.
Według danych z 2000 roku wieś miała 367 mieszkańców.
Obecnie, Kelleys Island jest przede wszystkim miejscem odpoczynku i kierunkiem wakacyjnym dla Amerykanów. Każdego roku wyspę w czasie sezonu odwiedza tysiące turystów. W sezonie, kilka promów zapewnia regularny transport na wyspę. Oprócz promów odpływających z Marblehead na których jest możliwość transportu pojazdów silnikowych, na Kelleys Island można dostać się również z Sandusky na pokładzie Jet Express. Ponadto, na wyspie znajduje się wiele przystani, gdzie bez problemu można przycumować, a także małe lotnisko dla prywatnych samolotów, które jest głównym środkiem komunikacji z czasie zimy dla mieszkańców. Kelleys Island jest największą amerykańską wyspą na jeziorze Erie.

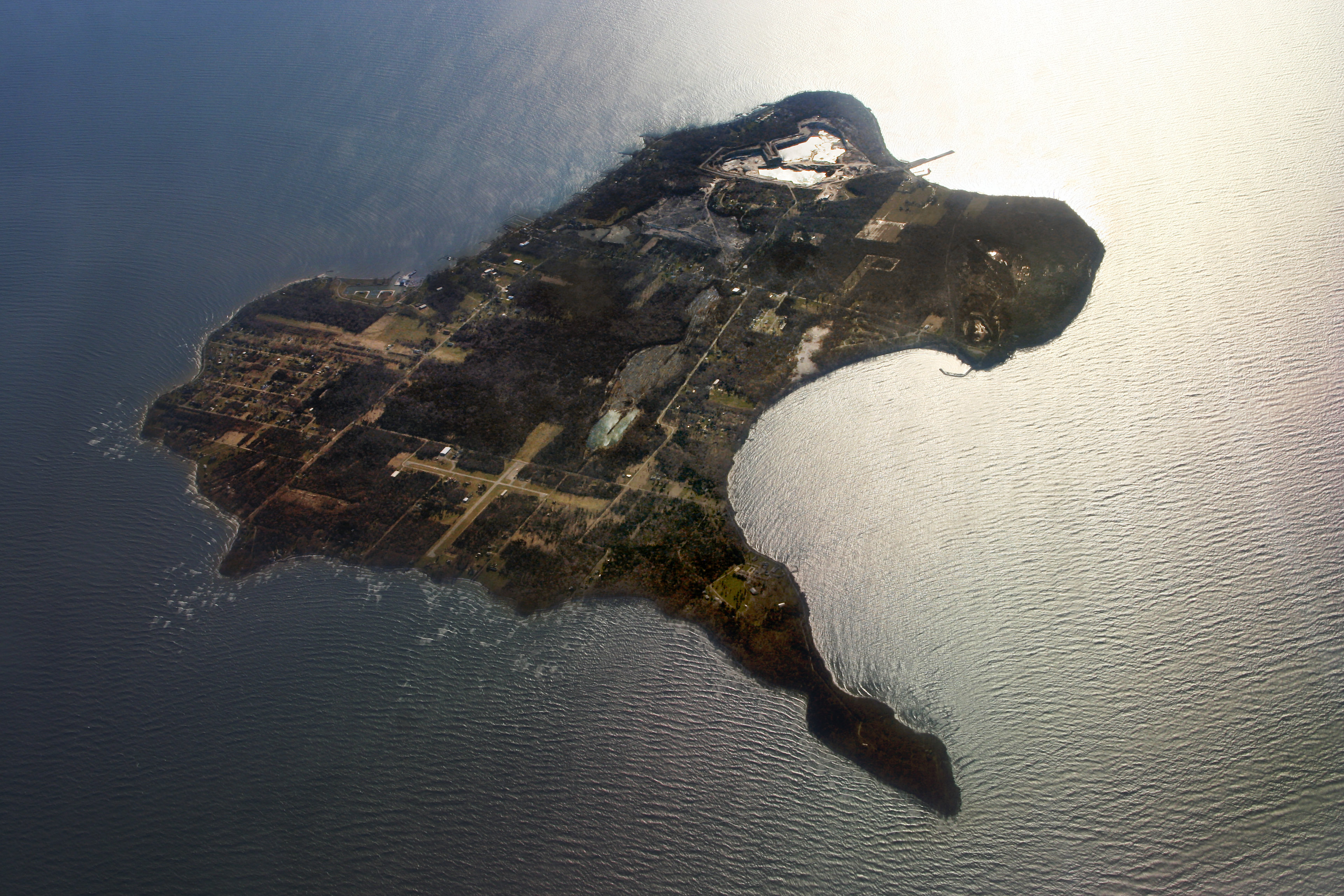
Zdjęcie wyspy Kelleys z lotu ptaka